# Palais provincial de Jaén
 (juin 2023).
Le Palais Provincial ou Palais de la Députation Provinciale est le siège actuel de la Députation Provinciale de Jaén, en Andalousie (Espagne). Construit à la fin du XIXe siècle, il s'agit d'un édifice éclectique construit par Jorge Porrua y Moreno. La cour intérieure comporte une fontaine monumentale originaire de l'ancien Couvent de Saint-Domingue de La Guardia de Jaén. Le palais contient une intéressante collection picturale répartie dans ses dépendances.

## Histoire
Le bâtiment a été édifié de 1867 à 1895, puis retravaillé en 1915-19. La façade principale, pensée en goût néo-classique, a été remodelée en style néo-baroque par l'architecte Justino Flórez de Llamas. Elle est surmontée d'un fronton avec une horloge, inaugurée le 18 janvier 1915, et les armoiries de la province. Le Salon des Sessions est situé au deuxième étage. 
Au centre de la cour se trouve une fontaine, autour de laquelle est disposé un jardin. La fontaine provient de l'ancien Couvent de Saint-Domingue de la Guardia de Jaén, elle a été donnée en 1955 par ses propriétaires à l'Institut d'Études Giennenses pour qu'elle occupe la cour du Musée Provincial, jusqu'à ce qu'elle soit installée dans son emplacement actuel en 1961 ; elle est datée de 1577.

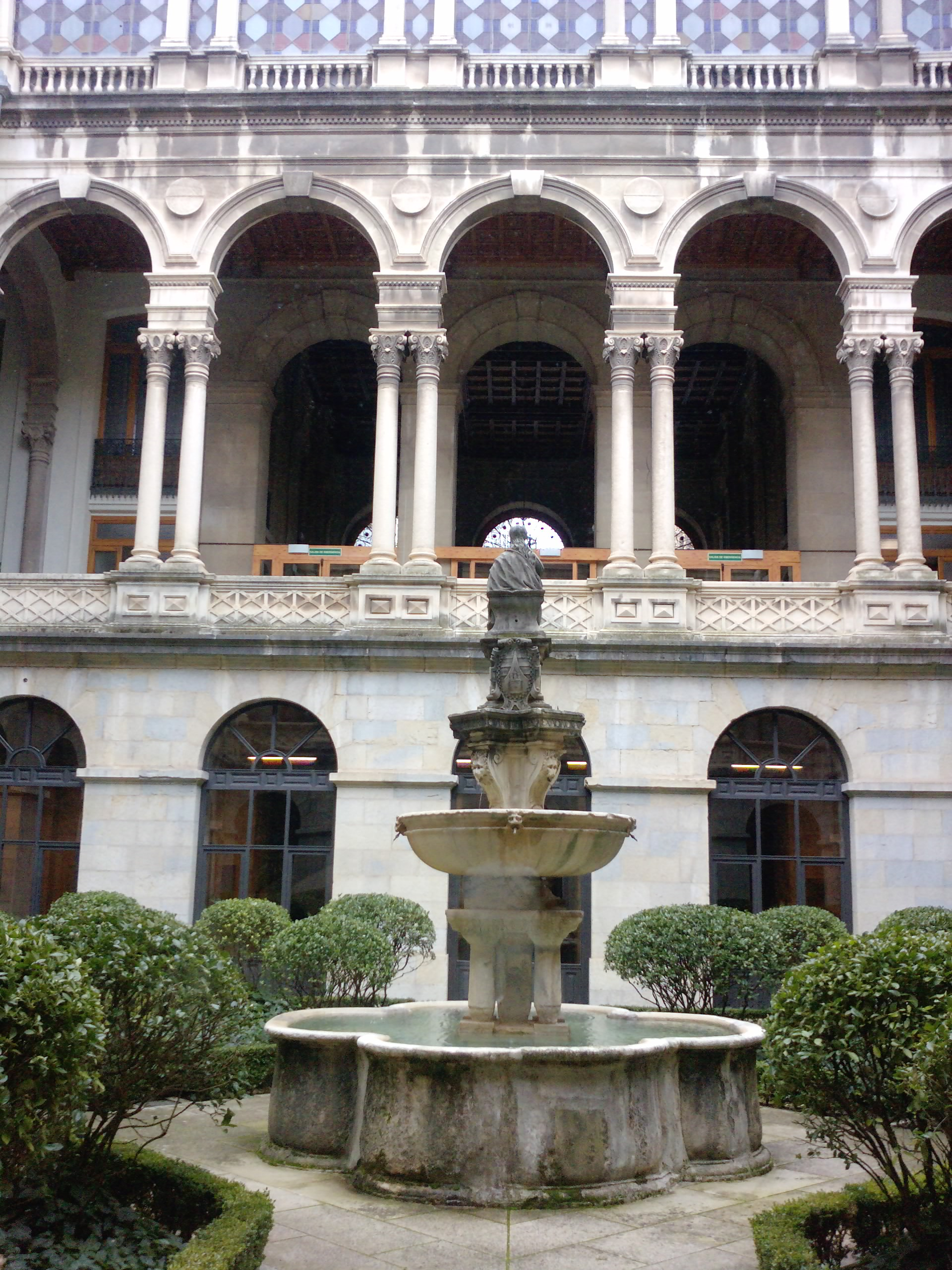
Fontaine dans la cour du Palais Provincial.

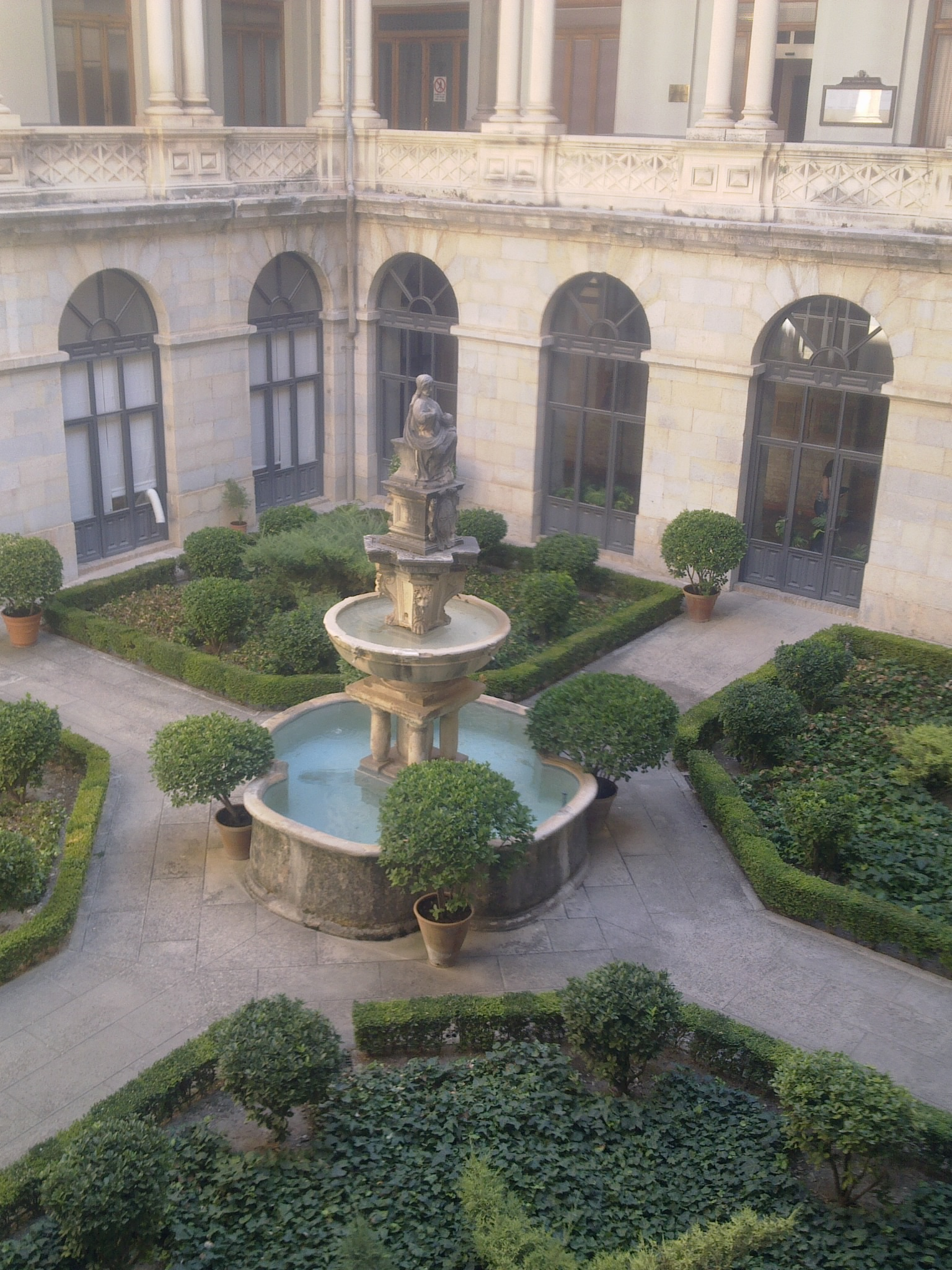
Cour du Palais Provincial.